# دون هارون
دون هارون (بالإنجليزية: Don Harron)‏ (و. 1924 – 2015 م) هو واضع كلمات الأوبرا، وممثل، وكاتب سيناريو، ومخرج أفلام، وموسيقي، وممثل تلفزيوني كندي، ولد في تورونتو، توفي في تورونتو، عن عمر يناهز 91 عاماً ، بسبب سرطان المريء.

## التعليم
تعلم في جامعة تورنتو، وتعلم في أكاديمية فوغان رود ‏
.

## جوائز
حصل على جوائز منها:
- جائزة إيرل غراي  [لغات أخرى]‏ في 2007
- وسام أونتاريو
- نيشان كندا من رتبة ضابط

## وصلات خارجية
- دون هارون في قاعدة بيانات الأفلام على الإنترنت
- دون هارون  على موقع أول موفي